# Кейн, Карен
Карен Кейн (англ. Karen Kain; род. 1951) — канадская балерина второй половины XX века. После 28 лет выступлений в труппе Национального балета Канады с 2005 года является его художественным директором. Компаньон ордена Канады (1991), лауреат Премии генерал-губернатора (2002).

## Биография
Карен Кейн начала обучение в Национальной балетной школе Канады в 1962 году и в 1969 году присоединилась к труппе Национального балета Канады. В 1971 году она дебютирует в роли королевы лебедей в «Лебедином озере», в этом же году став примой труппы. В 1973 году Кейн успешно участвует в Московском международном балетном конкурсе. После этого ей и её партнером Фрэнком Огастином заинтересовался Рудольф Нуриев, с чьей помощью они быстро стали знамениты как «канадские золотые близнецы». Кейн неоднократно выступает с Нуриевым в концертах по всему миру.
Карен Кейн провела на сцене Национального балета Канады 28 лет, за это время создав целый ряд запоминающихся образов, включая королеву лебедей в «Лебедином озере», Аврору в «Спящей красавице» и заглавную роль в «Жизели». Она успешно работала с Джоном Кранко в «Ромео и Джульетте» и с Фредериком Аштоном в «Тщетной предосторожности», где создала свою роль по канонам романтической комедии. Известные хореографы, в том числе Ролан Пети (с которым Кейн работала около десятилетия), разрабатывали роли специально для неё. Особо тесным было её сотрудничество с Джеймсом Куделкой в Национальном балете Канады. Посвященный творчеству Карен Кейн фильм Вероники Теннант был удостоен международной премии «Эмми» за 1999 год.
Хотя после сорокалетнего возраста Кейн нашла в себе силы продолжать карьеру и её талант заиграл в этом возрасте по-новому, в 1996 году она приняла решение оставить сцену. В 1997 году она совершила прощальное турне по Канаде, после чего последний год выступала в гала-концертах и с Нидерландским театром танца. После этого она приняла приглашение Куделки о возвращении в Национальный балет Канады в качестве помощника художественного директора. В обязанности Кейн входили обучение танцоров, сбор пожертвований, а также постановка отдельных спектаклей из репертуара труппы; она даже снова появилась на сцене в роли леди Капулетти в «Ромео и Джульетте». В 2005 году, вскоре после того, как Куделка внезапно уволился из Национального балета, Кейн заняла место художественного директора труппы. С 2004 по 2008 год она также возглавляла Совет Канады по искусству. В 2009 году была председателем жюри балетного конкурса «Приз Лозанны».

## Награды и звания
Карен Кейн — почетный доктор университетов Брока, Макмастера, Британской Колумбии, Трента, Йоркского и Торонтского университетов.
В 1973 году Кейн получила серебряную медаль Московского международного балетного конкурса среди участниц-женщин и приз за лучшее исполнение па-де-де (с Фрэнком Огастином). В 1976 году Кейн стала офицером ордена Канады, а в 1991 году была произведена в компаньоны этого ордена, что является высшей гражданской наградой Канады. В 2000 году она стала офицером французского ордена Искусств и литературы, а в 2002 году получила Премию генерал-губернатора.